# Phlogotettix lurideus
Phlogotettix lurideus är en insektsart som beskrevs av Li och Wang 1998. Phlogotettix lurideus ingår i släktet Phlogotettix och familjen dvärgstritar. Inga underarter finns listade i Catalogue of Life.